# Пам'ятки культурної спадщини Зборівської громади
У статті наведений перелік об'єктів культурної спадщини Зборівської громади Тернопільського району Тернопільської области України.

## Пам'ятки археології
| №  | Назва                                                                        | Дата | Адреса | Охоронний номер | Документ про взяття на облік                                                                |
| -- | ---------------------------------------------------------------------------- | --- | --- | --------------- | ------------------------------------------------------------------------------------------- |
| 1  | Поселення Беримівці І                                                        | черняхівська культура (ІІІ-IV ст. н. е.); давньоруський час (ХІІ – ХІІІ ст.)                                              | с. Беримівці, північні-північно-східні околиці села, лівий берег р. Східна Стрипа                                                                          | 2377            | Наказ управління культури обласної державної адміністрації від 18.10.2005 № 112             |
| 2  | Поселення Беримівці ІІ                                                       | черняхівська (ІІІ-IV ст. н. е.); давньоруський час (ХІІ – ХІІІ ст.)                                                       | с. Беримівці, урочище Біля Ферми | 2378            | Розпорядження Представника Президента України у Тернопільській області від 25.06.1992 № 148 |
| 3  | Поселення Волосівка І                                                        | давньоруський час (ХІІ — ХІІІ ст.)                                                                                        | с. Волосівка, північно-східні околиці села, верхів'я ставу                                                                                                 | 1713            | Наказ управління культури обласної державної адміністрації від 27.01.2010 № 16              |
| 4  | Поселення Гарбузів І                                                         | ранньозалізний час (І тис. до н. е.); голіградська культура (ХІ-VII ст. до н. е.); райковецька культура (кін VII – ІХ ст) | с. Гарбузів, південно-східні околиці села, лівий берег струмка, правої притоки Серету                                                                      | 2385            | Наказ управління культури обласної державної адміністрації від 18.10.2005 № 112             |
| 5  | Поселення Гарбузів ІІ                                                        | давньоруський час (ХІІ – ХІІІ ст.)                                                                                        | с. Гарбузів, урочище Щехти, на захід від села, лівий берег Серету                                                                                          | 2386            | Наказ управління культури обласної державної адміністрації від 18.10.2005 № 112             |
| 6  | Поселення Гарбузів ІІІ                                                       | західноподільська група скіфського часу ( ІІ пол. VII – V ст. до н. е.); давньоруський час (ХІІ – ХІІІ ст.)               | с. Гарбузів, на північний захід від села, під лісом, лівий берег Серету                                                                                    | 2387            | Наказ управління культури обласної державної адміністрації від 18.10.2005 № 112             |
| 7  | Курган Гарбузів IV                                                           | недатовано | с. Гарбузів, на південь від села (городи), на захід від колишньої тракторної бригади                                                                       | 2384            | Наказ управління культури обласної державної адміністрації від 18.10.2005 № 112             |
| 8  | Поселення Гарбузів VI                                                        | давньоруський час (Х – ХІІІ ст.)                                                                                          | с. Гарбузів, північно-східні околиці села, мис, утворений лівим берегом р. Правий Серет та правим бортом балки                                             | 1288            | Наказ управління культури обласної державної адміністрації від 27.01.2010 № 16              |
| 9  | Поселення Гарбузів VII                                                       | давньоруський час(Х – ХІІІ ст.)                                                                                           | с. Гарбузів, 300 м на північний схід від села, лівий берег р. Правий Серет, в привершинній частині мису, утвореного двома балками                          | 1289            | Наказ управління культури обласної державної адміністрації від 27.01.2010 № 16              |
| 10 | Поселення Гарбузів VIII                                                      | давньоруський час (Х – ХІІІ ст.)                                                                                          | с. Гарбузів, 600 м на північний схід від села, лівий берег р. Правий Серет, в північно-східній частині мису, утвореного двома балками                      | 1290            | Наказ управління культури обласної державної адміністрації від 27.01.2010 № 16              |
| 11 | Поселення Годів І                                                            | бронзовий вік (кінець ІІІ-II тис. до н. е.)                                                                               | с. Годів, південно-західні околиці села, за 0,7 м від села                                                                                                 | 2396            | Наказ управління культури обласної державної адміністрації від 18.10.2005 № 112             |
| 12 | Поселення Годів ІІ                                                           | ранній залізний вік (І тис. до н. е.)                                                                                     | с. Годів, північні околиці села, за 0,45 м від села | 2397            | Наказ управління культури обласної державної адміністрації від 18.10.2005 № 112             |
| 13 | Городище Заруддя І                                                           | давньоруський час (ХІІ – ХІІІ ст.)                                                                                        | с. Заруддя, західна частина села, над р. Мала Стрипа | 2406            | Наказ управління культури обласної державної адміністрації від 18.10.2005 № 112             |
| 14 | Поселення Заруддя ІІ                                                         | давньоруський час (ХІІ – ХІІІ ст.)                                                                                        | с. Заруддя, 0,7 м західніше села, лівий берег р. Мала Стрипа                                                                                               | 2407            | Наказ управління культури обласної державної адміністрації від 18.10.2005 № 112             |
| 15 | Поселення Зборів І                                                           | ранній залізний вік (І тис. до н. е.), давньоруський час (Х – ХІІІ ст.)                                                   | м. Зборів, північно-західні околиці міста, за 0,4 м на північний захід                                                                                     | 2408            | Наказ управління культури обласної державної адміністрації від 18.10.2005 № 112             |
| 16 | Міські укріплення Зборова                                                    | сер. XVI ст. | м. Зборів, центральна частина міста | 1334-Тр         | Наказ Міністерства культури України від 22.11.2012 №1371                                    |
| 17 | Поселення Кабарівці І                                                        | черняхівська культура (ІІІ-IV ст. н. е.); давньоруський час (ХІІ – ХІІІ ст.)                                              | с. Кабарівці, східні околиці села, правий берег ставу | 1749            | Наказ управління культури обласної державної адміністрації від 27.01.2010 № 16              |
| 18 | Поселення Красна І                                                           | давньоруський час (Х – ХІІІ ст.)                                                                                          | с. Красна, урочище Над ставами | 2415            | Наказ управління культури обласної державної адміністрації від 18.10.2005 № 112             |
| 19 | Поселення Кудобинці І                                                        | черняхівська культура (ІІІ-IV ст. н. е.); давньоруський час (Х – ХІІІ ст.)                                                | с. Кудобинці, південно-східні околиці села, на мисі правого берега р. Стрипи і її правим допливом                                                          | 2416            | Наказ управління культури обласної державної адміністрації від 18.10.2005 № 112             |
| 20 | Курган Кудобинці ІІ                                                          | недатовано | с. Кудобинці, південно-східні околиці, лівий берег Стрипи                                                                                                  | 2417            | Наказ управління культури обласної державної адміністрації від 18.10.2005 № 112             |
| 21 | Поселення Манаїв І                                                           | західноподільсь-ка група скіфського часу ( ІІ пол. VII – V ст. до н. е.), давньоруський час (ХІІ – ХІІІ ст.)              | с. Манаїв, південно-західні околиці села, східна частина мису, утвореного лівим берегом р. Правий Серет та правим берегом її притоки                       | 1291            | Наказ управління культури обласної державної адміністрації від 27.01.2010 № 16              |
| 22 | Поселення Манаїв ІІ                                                          | давньоруський час (ХІІ – ХІІІ ст.)                                                                                        | с. Манаїв, 0,75 км на захід – південний захід від села, правий берег притоки р. Правий Серет, північно-східний схил мису                                   | 1292            | Наказ управління культури обласної державної адміністрації від 27.01.2010 № 16              |
| 23 | Поселення Манаїв ІІІ                                                         | давньоруський час (ХІІ – ХІІІ ст.)                                                                                        | с. Манаїв, 0,75 км на захід від села, на невеликому мисі, утвореному правим берегом притоки р. Правий Серет та лівим бортом великої балки                  | 1293            | Наказ управління культури обласної державної адміністрації від 27.01.2010 № 16              |
| 24 | Поселення Манаїв IV                                                          | західноподільсь-ка група скіфського часу ( ІІ пол. VII – V ст. до н. е.)                                                  | с. Манаїв, 1,1 км на захід від села, правий берег притоки р. Правий Серет, на мисі, утвореному двома видолинками                                           | 1294            | Наказ управління культури обласної державної адміністрації від 27.01.2010 № 16              |
| 25 | Поселення Манаїв V                                                           | західноподільсь-ка група скіфського часу ( ІІ пол. VII – V ст. до н. е.), давньоруський час (ХІІ – ХІІІ ст.)              | с. Манаїв, 1 км на захід від села, лівий берег притоки р. Правий Серет                                                                                     | 1295            | Наказ управління культури обласної державної адміністрації від 27.01.2010 № 16              |
| 26 | Поселення Метенів І                                                          | ранній залізний вік (І тис. до н. е.); черняхівська культура (ІІІ-IV ст. н. е.); давньоруська культура (Х – ХІІІ ст.)     | с. Метенів, між та с. Грабківці, правий берег р. Стрипа | 1848            | Наказ управління культури обласної державної адміністрації від 09.02.2012 № 14              |
| 27 | Курганна група (із двох курганів) Млинівці І                                 | не датовано | с. Млинівці, на південний захід від села | 2425            | Наказ управління культури обласної державної адміністрації від 18.10.2005 № 112             |
| 28 | Поселення Монилівка І                                                        | давньоруський час (ХІІ – ХІІІ ст.)                                                                                        | с. Монилівка, урочище Безодня | 2426            | Розпорядження Представника Президента України у Тернопільській області від 25.06.1992 № 148 |
| 29 | Поселення Монилівка ІІ                                                       | давньоруський час (ХІІ – ХІІІ ст.)                                                                                        | с. Монилівка, урочище Тіні | 2427            | Розпорядження Представника Президента України у Тернопільській області від 25.06.1992 № 148 |
| 30 | Поселення Монилівка ІІІ                                                      | давньоруський час (ХІІ – ХІІІ ст.)                                                                                        | с. Монилівка, урочище Загрушки | 2428            | Розпорядження Представника Президента України у Тернопільській області від 25.06.1992 № 148 |
| 31 | Городище Ніще І                                                              | давньоруський час (ХІІ – ХІІІ ст.)                                                                                        | с. Ніще, урочище Гора Хомець, південно-східні околиці села, правий берег Серету                                                                            | 2435            | Наказ управління культури обласної державної адміністрації від 18.10.2005 № 112             |
| 32 | Городище Оліїв І                                                             | давньоруський час (ХІІ – ХІІІ ст.)                                                                                        | с. Оліїв, північно-східні околиці села, правий берег р. Лопушанки                                                                                          | 2437            | Наказ управління культури обласної державної адміністрації від 18.10.2005 № 112             |
| 33 | Поселення Оліїв ІІ                                                           | давньоруський час (ХІІ – ХІІІ ст.)                                                                                        | с. Оліїв, західні околиці села | 2439            | Наказ управління культури обласної державної адміністрації від 18.10.2005 № 112             |
| 34 | Городище Оліїв ІІІ                                                           | недатоване | с. Оліїв, урочище Дубина, на північний захід від села | 2440            | Наказ управління культури обласної державної адміністрації від 18.10.2005 № 112             |
| 35 | Курган Оліїв IV                                                              | не датовано | с. Оліїв, урочище Дубина , на північ від села, на північно-східному узліссі                                                                                | 2438            | Наказ управління культури обласної державної адміністрації від 18.10.2005 № 112             |
| 36 | Поселення Оліїв VIa                                                          | ранній залізний вік (І тис. до н. е.); давньоруський час (ХІІ – ХІІІ ст.)                                                 | с. Оліїв, північно-західні околиці села, південніше цегельного заводу                                                                                      | 1553            | Наказ управління культури обласної державної адміністрації від 27.01.2010 № 16              |
| 37 | Поселення Оліїв VІб                                                          | висоцька культура (XI – VI ст. до н. е.); давньоруський час (ХІІ – ХІІІ ст.)                                              | с. Оліїв, І – ІІ надзаплавні тераси південно-східного схилу мису, 100 м на захід від поселення Оліїв Va                                                    | 1554            | Наказ управління культури обласної державної адміністрації від 27.01.2010 № 16              |
| 38 | Поселення Оліїв VII                                                          | ранньозалізний час (І тис. до н. е.)                                                                                      | с. Оліїв, північні околиці села, лівий берег р. Лопушанка                                                                                                  | 1892            | Наказ управління культури обласної державної адміністрації від 29.10.2012 № 149             |
| 39 | Поселення Перепельники І                                                     | ранній залізний вік (І тис. до н. е.), давньоруський час (Х – ХІІІ ст.)                                                   | с. Перепельники, урочище Глинки, 2 км на південний захід від села                                                                                          | 1301            | Наказ управління культури обласної державної адміністрації від 27.01.2010 № 16              |
| 40 | Поселення Перепельники ІІ                                                    | черепинсько-лагодівська група скіфського часу ( ІІ пол. VII – V ст. до н. е.), давньоруський час (Х – ХІІІ ст.)           | с. Перепельники, лівий (північний) берег ставу, 2,5 км на південний захід від села                                                                         | 1302            | Наказ управління культури обласної державної адміністрації від 27.01.2010 № 16              |
| 41 | Поселення багатошарове Підгайчики І                                          | давньоруський час (ХІ, ХІІ-ХІІІ ст.)                                                                                      | с. Підгайчики, урочище Боярщина, на північний захід від села, правий берег р. Гнилка                                                                       | 2441            | Наказ управління культури обласної державної адміністрації від 18.10.2005 № 112             |
| 42 | Поселення Плісняни І                                                         | давньоруський час (ХІІ – ХІІІ ст.)                                                                                        | с. Плісняни, південні околиці села, правий берег р. Мала Стрипа                                                                                            | 1670            | Наказ управління культури обласної державної адміністрації від 27.01.2010 № 16              |
| 43 | Поселення Плісняни ІІ                                                        | давньоруський час (ХІІ – ХІІІ ст.)                                                                                        | с. Плісняни, південні околиці села, І – ІІ надзаплавні тераси лівого берега р. Мала Стрипа, між рікою і дорогою на с. Вірлів                               | 1671            | Наказ управління культури обласної державної адміністрації від 27.01.2010 № 16              |
| 44 | Поселення Плісняни ІІІ                                                       | давньоруський час (ХІІ – ХІІІ ст.)                                                                                        | с. Плісняни, 1 км на південний схід від села, І – ІІ надзаплавні тераси лівого берега р. Мала Стрипа, на схід від дороги на с. Вірлів                      | 1672            | Наказ управління культури обласної державної адміністрації від 27.01.2010 № 16              |
| 45 | Поселення Тустоголови І                                                      | давньоруський час (ХІІ – ХІІІ ст.)                                                                                        | с. Тустоголови, на північний схід від села, правий берег Серету                                                                                            | 2454            | Наказ управління культури обласної державної адміністрації від 18.10.2005 № 112             |
| 46 | Поселення Тустоголови ІІ                                                     | давньоруський час (ХІІ – ХІІІ ст.)                                                                                        | с. Тустоголови, на північ від села, правий берег р. Серет                                                                                                  | 2455            | Наказ управління культури обласної державної адміністрації від 18.10.2005 № 112             |
| 47 | Поселення Футори І                                                           | давньоруський час (ХІІ – ХІІІ ст.)                                                                                        | с. Футори, урочище “За Бзовицьким”, лівий берег р. Стрипа                                                                                                  | 1234            | Наказ управління культури обласної державної адміністрації від 27.01.2010 № 16              |
| 48 | Комплекс пам'яток "Поле Зборівської битви 1649 року"                         | 1649 р | східні околиці, урочище "Тустоголівська гора", урочище Білий берег, с. Тустоголови та його околиці, урочище Боярщина (між селами Тустоголови та Підгайчикі | 1270-Тр         | Наказ Міністерства культури України від 22.11.2012 №1364                                    |
| 49 | Укріплення польського табору                                                 | 1649 р. | східні околици | 1270/1-Тр       | Наказ Міністерства культури України від 22.11.2012 №1365                                    |
| 50 | Місце розташування козацького табору                                         | 1649 р. | с. Тустоголови та його околиці | 1270/2-Тр       | Наказ Міністерства культури України від 22.11.2012 №1366                                    |
| 51 | Місце розташування татарського табору                                        | 1649 р. | урочище Боярщина, пагорб між селами Тустоголови та Підгайчики                                                                                              | 1270/3-Тр       | Наказ Міністерства культури України від 22.11.2012 №1367                                    |
| 52 | Місце розташування козацьких гармат                                          | 1649 р. | урочище Тустоголовська гора, північні околиці Зборова, територия Млиновецької сільської ради                                                               | 1270/4-Тр       | Наказ Міністерства культури України від 22.11.2012 №1368                                    |
| 53 | Місце переправи польської армії через р. Стрипа                              | 1649 р. | вул. Куклинці, урочище Білий берег | 1270/5-Тр       | Наказ Міністерства культури України від 22.11.2012 р. № 1369                                |
| 54 | місце боїв між козацько-татарською та польською арміями 15-16 серпня 1649 р. | 1649 р. | східні околиці | 1270/6-Тр       | Наказ Міністерства культури України від 22.11.2012 №1370                                    |

## Пам'ятки архітектури
| №  | Назва                                           | Дата    | Адреса                                  | Охоронний номер | Документ про взяття на облік                                         |
| -- | ----------------------------------------------- | ------- | --------------------------------------- | --------------- | -------------------------------------------------------------------- |
| 1  | Костел (мур.)                                   | 1755 р. | м. Зборів, вул. Б. Хмельницького, 3     | 1912            | розпорядження Представника Президента України від 22.02.1993 р. № 58 |
| 2  | Церква і дзвіниця св. Остафія (дер.)            | ХІХ ст. | с. Беримівці                            | 2047            | рішення Тернопільського облвиконкому від 18.11.1994 р. №83           |
| 3  | Церква Успення Пресвятої Богородиці(дер.)       | 1701 р. | с. Бзовиця                              | 2039            | рішення Тернопільського облвиконкому від 18.11.1994 р. №83           |
| 4  | Дзвіниця церкви св. Миколая (дер.)              | XVI ст. | с. Велика Плавуча, вул. Центральна, 1   | 2151/2          |                                                                      |
| 5  | Церква св. Миколая (дер.)                       | XVI ст. | с. Велика Плавуча, вул. Центральна, 27а | 2151/1          |                                                                      |
| 6  | Церква св. Дмитрія (мур.)                       | 1886 р. | с. Вовчківці                            | 2056            | рішення Тернопільського облвиконкому від 18.11.1994 р. №83           |
| 7  | Церква св. Михаїла (дер.)                       | 1912 р. | с. Годів                                | 2053            | рішення Тернопільського облвиконкому від 18.11.1994 р. №83           |
| 8  | Церква св. Параскеви                            | ХІХ ст. | с. Жуківці                              | 2062            | рішення Тернопільського облвиконкому від 18.11.1994 р. №83           |
| 9  | Церква Пресвятої Богородиці(мур.)               | 1912 р. | с. Манаїв                               | 2049            | рішення Тернопільського облвиконкому від 18.11.1994 р. №83           |
| 10 | Церква Іоанна Хрестителя(мур.)                  | 1893 р. | с. Нище                                 | 2055            | рішення Тернопільського облвиконкому від 18.11.1994 р. №83           |
| 11 | Церква св. Безсребреників Косми і Дем'яна(дер.) | 1854 р. | с. Перепельники                         | 2046            | рішення Тернопільського облвиконкому від 18.11.1994 р. №83           |
| 12 | Церква св. Параскеви (дер.)                     | 1928 р. | с. Розгадів                             | 2054            | рішення Тернопільського облвиконкому від 18.11.1994 р. №83           |
| 13 | Церква св. Покрови (дер.)                       | ХІХ ст. | с. Травотолоки                          | 2044            | рішення Тернопільського облвиконкому від 18.11.1994 р. №83           |

## Пам'ятки історії
| №  | Назва | Дата                              | Адреса | Охоронний номер   | Документ про взяття на облік | |
| -- | --- | --------------------------------- | --- | ----------------- | ---------------------------- | --- |
| 1  | Холерне кладовище | XIXст                             | c.Заруддя кладовище в західних околицях населеного пункту біля діючого цвинтаря на вершині пагорба                                  | XIXст             | 3248                         | Наказ управління культури Тернопільської обласної державної адміністрації від 24.03.2011 р. № 36                                                               |
| 2  | Братська могила воїнів Української Галицької Армії (бл. 30 чол.)                                                                      | 1918-1919 рр.                     | м. Зборів | 1919 рр.          | 1488                         | Розпорядження Представника Президента України в Тернопільській області від 25.06.1992 р. № 148                                                                 |
| 3  | Пам'ятний знак (хрест) «За тверезість»                                                                                                | 2-га пол. ХІХ ст.                 | м. Зборів, біля церкви Преображення Господнього                                                                                     | 2-га пол. ХІХ ст. | 1490                         | Розпорядження Представника Президента України в Тернопільській області від 25.06.1992 р. № 148                                                                 |
| 4  | Пам'ятний знак (хрест) на честь скасування панщини                                                                                    | 1848 р.                           | м. Зборів, біля церкви Преображення Господнього                                                                                     | 1848 р.           | 1491                         | Розпорядження Представника Президента України в Тернопільській області від 25.06.1992 р. № 148                                                                 |
| 5  | Монумент жертвам тоталітарного режиму                                                                                                 | 1939-1950-ті рр. ХХ ст.           | м. Зборів, вул. Б. Хмельницького, біля районної лікарні                                                                             |                   | 1489                         | Розпорядження Голови Тернопільської обласної державної адміністрації від 26.05.1997 р. № 209                                                                   |
| 6  | Пам'ятний знак воїнам-землякам, які загинули в роки Другої світової війни                                                             | 1941-1945 рр                      | м. Зборів, вул. Б. Хмельницького, парк                                                                                              | 1974 р.           | 692                          | Рішення виконкому Тернопільської обласної ради від 12.06.1978 р. № 286                                                                                         |
| 7  | Могила члена крайового проводу Організації Українських Націоналістів Башуцької-Самиців С.С. «Мотря»                                   | 1940-1956 рр.                     | м. Зборів, вул. Козацька, кладовище                                                                                                 | 2002 р.           | 3174                         | Наказ управління культури Тернопільської обласної державної адміністрації від 27.01.2010 р. № 16                                                               |
| 8  | Пам'ятне місце страти Дяківа В. - сотника Української Повстанської Армії                                                              | лютий 1945 р.                     | м. Зборів, вул. Хмельницького, навпроти міської ради                                                                                |                   | 3175                         | Наказ управління культури Тернопільської обласної державної адміністрації від 27.01.2010 р. № 16                                                               |
| 9  | Братська могила воїнів Радянської армії                                                                                               | 1944 р.                           | м. Зборів, дорога Зборів – Млинівці, біля АЗС                                                                                       | 1954 р.           | 339                          | Рішення виконкому Тернопільської обласної ради від 22.03.1971 р. № 147                                                                                         |
| 10 | Ділянка могил на кладовищі полеглих у Першій світовій війні. Захоронені українці, поляки, німці, чехи, (37 хрестів)                   | 1914-1918 рр.                     | м. Зборів, кладовище |                   | 1455                         | Наказ управління культури Тернопільської обласної державної адміністрації від 18.10.2005 р. № 112                                                              |
| 11 | Каплиця та ділянка могил польських воїнів, які загинули протягом 1914-1920 рр.                                                        | 1914-1920 рр.                     | м. Зборів, кладовище | 1935 р.           | 3297                         | Наказ управління культури Тернопільської обласної державної адміністрації від 09.09.2016 р. № 121-од                                                           |
| 12 | Могила Героя Радянського Союзу Жогіна С. Е.                                                                                           | 1913-1944 р.                      | м. Зборів, кладовище | 1944 р.           | 322/1                        | Рішення виконкому Тернопільської обласної ради від 22.03.1971 р. № 147                                                                                         |
| 13 | Могила голови райвиконкому Єрьоменко А.М.                                                                                             | 1894-1947 р.                      | м. Зборів, кладовище | 1970 р.           | 599                          | Рішення виконкому Тернопільської обласної ради від 22.03.1971 р. № 147                                                                                         |
| 14 | Братські могили воїнів Радянської армії                                                                                               | 1944 р.                           | м. Зборів, кладовище, біля дороги                                                                                                   | 1958 р.           | 322                          | Рішення виконкому Тернопільської обласної ради від 22.03.1971 р. № 147                                                                                         |
| 15 | Пам'ятне місце масового знищення жертв тоталітарного режиму протягом 1946-1950 рр.                                                    | 1946-1950 рр.                     | м. Зборів, подвір’я районної лікарні, між церквою і лабораторією                                                                    | 1946-1950 рр.     | 1457                         | Наказ управління культури Тернопільської обласної державної адміністрації від 18.10.2005 р. № 112                                                              |
| 16 | Пам'ятник євреям, розстріляним у гетто                                                                                                | 1941-1943                         | м. Зборів, територія парку | 1991              | 3173                         | Наказ управління культури Тернопільської обласної державної адміністрації від 27.01.2010 р. № 16                                                               |
| 17 | Пам'ятне місце масового знищення євреїв фашистами                                                                                     | 1942 р.                           | м. Зборів, територія ПМК, біля водонапірної башні                                                                                   |                   | 1458                         | Наказ управління культури Тернопільської обласної державної адміністрації від 18.10.2005 р. № 112                                                              |
| 18 | Пам'ятне місце Зборівської битви «Білий берег»                                                                                        | 1649 р.                           | м. Зборів, ур. “Білий берег” | 1649 р.           | 1270-Тр                      | Розпорядження Голови Тернопільської обласної державної адміністрації від 26.05.1997 р. №209, Наказ Міністерства Культури України від 22.11.2012 р. №1364       |
| 19 | Пам'ятний знак воїнам-землякам, які загинули в роки Другої світової війни                                                             | 1941-1945 рр.                     | с. Беримівці, біля будинку культури                                                                                                 | 1985 р.           | 981                          | Рішення виконкому Тернопільської обласної ради від 26.08.1986 р. № 250                                                                                         |
| 20 | Могила воїна Української Повстанської Армії Коцура Євгена                                                                             | 1912-1945 рр.                     | с. Беримівці, кладовище біля церкви, 5 ряд, 2 могила зправа                                                                         | 1945 р.           | 1459                         | Наказ управління культури Тернопільської обласної державної адміністрації від 18.10.2005 р. № 112                                                              |
| 21 | Поховання воїнів Української Повстанської Армії (9 могил)                                                                             | 40–50 роки ХХ ст.                 | с. Бзовиця |                   | 1460                         | Наказ управління культури Тернопільської обласної державної адміністрації від 18.10.2005 р. № 112                                                              |
| 22 | Пам'ятний знак (хрест) на честь скасування панщини                                                                                    | 1848 р.                           | с. Вірлів, біля каплички, прив’їзді із с. Плісняни, біля дороги зліва                                                               |                   | 1499                         | Розпорядження Представника Президента України в Тернопільській області від 25.06.1992 р. № 148                                                                 |
| 23 | Могила польського скрипаля Ліпінського Кароля                                                                                         | 1790-1861 рр.                     | с. Вірлів, старе кладовище | 1863 р.           | 1066                         | Рішення виконкому Тернопільської обласної ради від 29.01.1988 р. № 32                                                                                          |
| 24 | Братська могила воїнів Української Галицької Армії                                                                                    | 1918-1918 рр.                     | с. Вовчківці, кладовище, прямо від входу 150 м, зліва від алеї 35 м                                                                 | 1919 р.           | 1500                         | Розпорядження Представника Президента України в Тернопільській області від 25.06.1992 р. № 148                                                                 |
| 25 | Братська могила Українських Січових Стрільців                                                                                         | 1918 р.                           | с. Волосівка, біля церкви, на кладовищі                                                                                             |                   | 3158                         | Наказ управління культури Тернопільської обласної державної адміністрації від 27.01.2010 р. № 16                                                               |
| 26 | Пам'ятний знак (обеліск) на честь битви польського загону під проводом полковника Констянтина Загоровського проти татарського чамбулу | 1694                              | с. Годів, центр, навпроти магазину                                                                                                  | XVIII ст.         | 4404-Тр (3160)               | Наказ управління культури Тернопільської обласної державної адміністрації від 27.01.2010 р. № 16, Наказ Міністерства культури України від 28.11.2013 р. № 1224 |
| 27 | Пам'ятний знак (хрест) на честь скасування панщини                                                                                    | 1848 р.                           | с. Гукалівці, на роздоріжжі, при в’їзді з с. Лопушани                                                                               | 1848 р.           | 3162                         | Наказ управління культури Тернопільської обласної державної адміністрації від 27.01.2010 р. № 16                                                               |
| 28 | Братська могила воїнів, які загинули у 1675 р. у бою з турецько-татарською ордою                                                      | 1675 р.                           | с. Жабиня | 1925 р.           | 1147                         | Рішення виконкому Тернопільської обласної ради від 25.10.1988 р. № 243                                                                                         |
| 29 | Пам'ятний знак (хрест) на честь скасування панщини                                                                                    | 1848 р.                           | с. Жабиня, біля костелу | 1848 р.           | 3164                         | Наказ управління культури Тернопільської обласної державної адміністрації від 27.01.2010 р. № 16                                                               |
| 30 | Братська могила воїнів, полеглих в бою з татарами                                                                                     | 1675                              | с. Жабиня, в полі за господарським двором                                                                                           | 1825              | 3165                         | Наказ управління культури Тернопільської обласної державної адміністрації від 27.01.2010 р. № 16                                                               |
| 31 | Пам'ятний знак воїнам-землякам, які загинули в роки Другої світової війни                                                             | 1941-1945 рр.                     | с. Заруддя, біля бібліотеки | 1967 р.           | 478                          | Рішення виконкому Тернопільської обласної ради від 22.03.1971 р. № 147                                                                                         |
| 32 | Пам'ятний знак (хрест) на честь скасування панщини                                                                                    | 1848 р.                           | с. Заруддя, біля дороги при в’їзді з с. Вірлів                                                                                      | 1898 р.           | 3171                         | Наказ управління культури Тернопільської обласної державної адміністрації від 27.01.2010 р. № 16                                                               |
| 33 | Пам'ятний знак (хрест) «За тверезість»                                                                                                | 1874 р.                           | с. Заруддя, центр, на роздоріжжі | 1874 р.           | 3172                         | Наказ управління культури Тернопільської обласної державної адміністрації від 27.01.2010 р. № 16                                                               |
| 34 | Пам'ятний знак воїнам-землякам, які загинули в роки Другої світової війни                                                             | 1941-1948 рр.                     | с. Івачів, біля будинку культури | 1985 р.           | 1141                         | Рішення виконкому Тернопільської обласної ради від 25.10.1988 р. № 243                                                                                         |
| 35 | Братська могила німецьких воїнів, які загинули в Другої світовій війні                                                                | 1941-1945 рр.                     | с. Кабарівці, кладовище, біля церкви                                                                                                | 1941-1944 рр.     | 1469                         | Наказ управління культури Тернопільської обласної державної адміністрації від 18.10.2005 р. № 112                                                              |
| 36 | Одиночні могили австрійських воїнів (24 чол.)                                                                                         | 1914-1918 рр.                     | с. Кабарівці, урочище „Синя гора”                                                                                                   | 1914-1918 рр.     | 1470                         | Наказ управління культури Тернопільської обласної державної адміністрації від 18.10.2005 р. № 112                                                              |
| 37 | Братська могила чеських воїнів, що загинули під час Першої світової війни                                                             | 1917 р.                           | с. Калинівка, кладовище | 1927 р.           | 334                          | Рішення виконкому Тернопільської обласної ради від 22.03.1971 р. № 147                                                                                         |
| 38 | Пам'ятний знак (хрест) на честь скасування панщини                                                                                    | 1848 р.                           | с. Кальне, біля сільської ради | 1907 р.           | 3176                         | Наказ управління культури Тернопільської обласної державної адміністрації від 27.01.2010 р. № 16                                                               |
| 39 | Братська могила воїнів Української Повстанської Армії (3 чол.)                                                                        | 40–50 роки ХХ ст.                 | с. Кальне, кладовище |                   | 1471                         | Наказ управління культури Тернопільської обласної державної адміністрації від 18.10.2005 р. № 112                                                              |
| 40 | Могила загиблих в роки ІІ світової війни                                                                                              | 1941–1945 рр.                     | с. Кальне, кладовище |                   | 1472                         | Наказ управління культури Тернопільської обласної державної адміністрації від 18.10.2005 р. № 112                                                              |
| 41 | Братська могила Українських Січових Стрільців                                                                                         | 1914-1918 рр.                     | с. Кальне, кладовище, біля дерев’яної церкви                                                                                        | 1918 р.           | 1511                         | Розпорядження Представника Президента України в Тернопільській області від 25.06.1992 р. № 148                                                                 |
| 42 | Пам'ятний знак (хрест) на честь скасування панщини                                                                                    | 1848                              | с. Коршилів, на роздоріжжі | 1898              | 3177                         | Наказ управління культури Тернопільської обласної державної адміністрації від 27.01.2010 р. № 16                                                               |
| 43 | Братська могила чеських воїнів, що загинули під час Першої світової війни (приблизно 40 чол.)                                         | 1914-1918 рр.                     | с. Коршилів, ур. „Долина” |                   | 1473                         | Наказ управління культури Тернопільської обласної державної адміністрації від 18.10.2005 р. № 112                                                              |
| 44 | Братська могила борців за волю України (2 чол.)                                                                                       |                                   | с. Кудинівці, кладовище |                   | 1474                         | Наказ управління культури Тернопільської обласної державної адміністрації від 18.10.2005 р. № 112                                                              |
| 45 | Пам'ятник жертвам концтабору Талергоф                                                                                                 | 1914-1918 рр.                     | с. Метенів, кладовище | 1987              | 1140                         | Рішення виконкому Тернопільської обласної ради від 25.10.1988 р. № 243                                                                                         |
| 46 | Братська могила сотника Дяківа В. та двох невідомих воїнів Української Повстанської Армії                                             | 1945 р.                           | с. Метенів, кладовище біля церкви                                                                                                   |                   | 3180                         | Наказ управління культури Тернопільської обласної державної адміністрації від 27.01.2010 р. № 16                                                               |
| 47 | Козацька могила - поховання козаків, які загинули в Зборівській битві 1649 року                                                       | серпень 1649 р.                   | с. Млинівці, 1,6 км на північний захід від Зборова, зліва від дороги Тернопіль-Львів                                                | серпень 1649 р.   | 1270/7-Тр                    | Наказ Міністерства культури України від 28.11.2013 р. № 1224                                                                                                   |
| 48 | Пам'ятник першим механізаторам – трактор „Універсал”                                                                                  | 1939 р.                           | с. Млинівці, біля головної дороги                                                                                                   | 1964 р.           | 604                          | Рішення виконкому Тернопільської обласної ради від 22.03.1971 р. № 147                                                                                         |
| 49 | Могила німецького воїна, що загинув в Другій світовій війні Карла Гайнріха                                                            | 1926-1944 рр.                     | с. Монилівка, біля подвір’я Мархоцької Ганни                                                                                        | 1944 р.           | 1476                         | Наказ управління культури Тернопільської обласної державної адміністрації від 18.10.2005 р. № 112                                                              |
| 50 | Пам'ятний знак (хрест) на честь скасування панщини                                                                                    | 1848 р.                           | с. Мшана, біля клубу |                   | 3184                         | Наказ управління культури Тернопільської обласної державної адміністрації від 27.01.2010 р. № 16                                                               |
| 51 | Братська могила воїнів лейб-гвардії Преображенського полку (4 чол.) та воїна Української Повстанської Армії Дячука І.Ф.               | 7 липня 1917 р., 5 травня 1945 р. | с. Мшана, кладовище, зліва за церквою                                                                                               |                   | 3182                         | Наказ управління культури Тернопільської обласної державної адміністрації від 27.01.2010 р. № 16                                                               |
| 52 | Братська могила воїнів Української Повстанської Армії (4 чол.)                                                                        | 1944-1947 рр.                     | с. Мшана, кладовище, зліва за церквою                                                                                               | 1947 р.           | 3183                         | Наказ управління культури Тернопільської обласної державної адміністрації від 27.01.2010 р. № 16                                                               |
| 53 | Пам'ятний знак (хрест) на честь скасування панщини                                                                                    | 1848 р.                           | с. Озерянка, біля церкви | 1898              | 3188                         | Наказ управління культури Тернопільської обласної державної адміністрації від 27.01.2010 р. № 16                                                               |
| 54 | Пам'ятний знак воїнам-землякам, які загинули в роки Другої світової війни                                                             | 1941-1945 рр.                     | с. Оліїв | 1985 р.           | 982                          | Рішення виконкому Тернопільської обласної ради від 26.08.1986 р. № 250                                                                                         |
| 55 | Пам'ятний знак (хрест) на честь скасування панщини                                                                                    | 1848 р.                           | с. Підгайчики, на роздоріжжі в напрямку до церкви                                                                                   |                   | 3190                         | Наказ управління культури Тернопільської обласної державної адміністрації від 27.01.2010 р. № 16                                                               |
| 56 | Козацька могила – поховання козаків, які загинули в Зборівській битві                                                                 | серпень 1649 р.                   | с. Плісняни, західна околиця Присівецького лісу, 1 км на південний схід від східної околиці села Плісняни, біля дороги на с. Вірлів | серпень 1649 р.   | 1270/9-Тр (600)              | Рішення виконкому Тернопільської обласної ради від 22.03.1971 р. № 147, Наказ Міністерства культури України від 28.11.2013 р. № 1224                           |
| 57 | Братська могила воїнів Української Повстанської Армії (23 чол.)                                                                       | 40–50 роки ХХ ст.                 | с. Присівці, кладовище |                   | 1478                         | Наказ управління культури Тернопільської обласної державної адміністрації від 18.10.2005 р. № 112                                                              |
| 58 | Будинок, у якому народився композитор, поет Купчинський Роман                                                                         | 1894 р.                           | с. Розгадів |                   | 3191                         | Наказ управління культури Тернопільської обласної державної адміністрації від 27.01.2010 р. № 16                                                               |
| 59 | Пам'ятний знак (хрест) на честь скасування панщини                                                                                    | 1848 р.                           | с. Розгадів, центр |                   | 3192                         | Наказ управління культури Тернопільської обласної державної адміністрації від 27.01.2010 р. № 16                                                               |
| 60 | Пам'ятний знак (хрест) «За тверезість»                                                                                                | 1874                              | с. Славна, біля дерев’яної церкви                                                                                                   |                   | 3194                         | Наказ управління культури Тернопільської обласної державної адміністрації від 27.01.2010 р. № 16                                                               |
| 61 | Козацьке поховання | серпень 1649 р.                   | с. Тустоголови, лівий берег р. Східна Стрипа, в лісосмузі                                                                           | серпень 1649 р.   | 1270/8-Тр                    | Наказ Міністерства культури України від 28.11.2013 р. № 1224                                                                                                   |
| 62 | Кладовище російських воїнів | 1914-1918                         | с. Футори, за 800 м перед в’їздом в село, біля дороги                                                                               |                   | 3196                         | Наказ управління культури Тернопільської обласної державної адміністрації від 27.01.2010 р. № 16                                                               |
| 63 | Пам'ятний знак воїнам-землякам, які загинули в роки Другої світової війни                                                             | 1941-1945 рр.                     | с. Ярославичі, біля будинку культури                                                                                                | 1968 р.           | 346                          | Рішення виконкому Тернопільської обласної ради від 22.03.1971 р. № 147                                                                                         |
| 64 | Могила Українського Січового Стрільця                                                                                                 | 1914 р.                           | с. Ярославичі, біля сільської ради                                                                                                  |                   | 1480                         | Наказ управління культури Тернопільської обласної державної адміністрації від 18.10.2005 р. № 112                                                              |
| 65 | Пам'ятний знак (хрест) на честь скасування панщини                                                                                    | 1848 р.                           | с. Ярославичі, на роздоріжжі, за 100 м від сільської ради                                                                           | 1858              | 3198                         | Наказ управління культури Тернопільської обласної державної адміністрації від 27.01.2010 р. № 16                                                               |
| 66 | Братська могила Українських Січових Стрільців                                                                                         | 1914-1918 рр.                     | с. Ярчівці, кладовище, зправа від входу                                                                                             |                   | 1523                         | Розпорядження Представника Президента України в Тернопільській області від 25.06.1992 р. № 148                                                                 |
| 67 | Братська могила Українських Січових Стрільців та 2 воїнів Української Повстанської Армії                                              | 1918, 1947                        | с. Ярчівці, кладовище, справа від входу                                                                                             |                   | 3068                         | Наказ управління культури Тернопільської обласної державної адміністрації від 27.01.2010 р. № 16                                                               |
| 68 | Пам'ятник воїнам Радянської армії | 1941-1945 рр.                     | с. Августівка | 1965 р.           | 362                          | Рішення виконкому Тернопільської обласної ради від 22.03.1971 р. № 147                                                                                         |
| 69 | Памятник Вихрущу Володимиру Павловичу - поету, вченому-економісту, громадсько-політичному діячу                                       | 1934-1999 рр.                     | с. Августівка, біля школи |                   | 3199                         | Наказ управління культури Тернопільської обласної державної адміністрації від 27.01.2010 р. № 16                                                               |
| 70 | Пам'ятний знак (хрест) на честь скасування панщини                                                                                    | 1848 р.                           | с. Августівка, центр, біля будинку культури                                                                                         | 1848 р.           | 3312                         | Наказ управління культури Тернопільської обласної державної адміністрації від 09.03.2017 р. № 34-од                                                            |
| 71 | Пам'ятний знак воїнам-землякам, які загинули в роки Другої світової війни                                                             | 1941-1945 рр.                     | с. Велика Плавуча, вул. Центральна                                                                                                  | 1985 р.           | 956                          | Рішення виконкому Тернопільської обласної ради від 26.08.1986 р. № 250                                                                                         |
| 72 | Братська могила німецьких воїнів, полеглих в Другої світовій війні (3 чол., інші 25 перепоховано)                                     | 1941–1945 рр.                     | с. Велика Плавуча, вул. Шевченка, біля церкви Перенесення Мощів Святого Миколая                                                     | 1941–1945 рр.     | 1546                         | Наказ управління культури Тернопільської обласної державної адміністрації від 18.10.2005 р. № 112                                                              |
| 73 | Братська могила воїнів Української Повстанської Армії (7 чол.)                                                                        | 1944-1946 рр.                     | с. Велика Плавуча, кладовище, N 49° 35.8741' E 25° 13.4032'                                                                         | 1944-1946 рр.     | 1544                         | Наказ управління культури Тернопільської обласної державної адміністрації від 18.10.2005 р. № 112                                                              |
| 74 | Єврейське кладовище померлих до 1941 р. і розстріляних у воєнний час (можливо холерний)                                               | 1941–1945 рр.                     | с. Велика Плавуча, ур. "За Коваликом", на північний-захід від села, N 49° 36.1725' E 25° 12.3632'                                   | 1941–1945 рр.     | 1545                         | Наказ управління культури Тернопільської обласної державної адміністрації від 18.10.2005 р. № 112                                                              |
| 75 | Братська могила воїнів Української Повстанської Армії (12-14 чол.)                                                                    | 40–50 роки ХХ ст.                 | с. Цицори, кладовище, західна частина села, північний кут кладовища, N 49° 36.0862' E 25° 16.1858'                                  | 40–50 роки ХХ ст. | 1577                         | Наказ управління культури Тернопільської обласної державної адміністрації від 18.10.2005 р. № 112                                                              |

## Пам'ятки монументального мистецтва
| №  | Назва                                                                             | Дата                  | Адреса                                                                          | Охоронний номер | Документ про взяття на облік |
| -- | --------------------------------------------------------------------------------- | --------------------- | ------------------------------------------------------------------------------- | --------------- | --- |
| 1  | Пам’ятник Герою Радянського Союзу Жогіну С.Е.                                     | 1985 р.               | м. Зборів, вул. Б. Хмельницького                                                | 980             | Рішення виконкому Тернопільської обласної ради від 26.08.1986 р. № 250                                                             |
| 2  | Пам’ятник поету, письменнику, художнику Шевченку Тарасу Григоровичу               | 1994 р.               | м. Зборів, вул. Б. Хмельницького, біля міської ради                             | 1492            | Наказ управління культури Тернопільської обласної державної адміністрації від 18.10.2005 р. № 112                                  |
| 3  | Пам’ятник державному і політичному діячу, гетьману України Хмельницькому Богдану. | 1954 р.               | м. Зборів, парк                                                                 | 352             | Рішення виконкому Тернопільської обласної ради від 22.03.1971 р. № 147                                                             |
| 4  | Скульптура Матері Божої з Ісусом                                                  | ХІХ ст.               | с. Вовчківці, центр, біля церкви                                                | 3017            | Наказ управління культури Тернопільської обласної державної адміністрації від 27.01.2010 р. № 16                                   |
| 5  | Скульптура Ісуса                                                                  | ХІХ ст.               | с. Вовчківці, центр, біля церкви                                                | 3018            | Наказ управління культури Тернопільської обласної державної адміністрації від 27.01.2010 р. № 16                                   |
| 6  | Скульптура Іонана Хрестителя                                                      | 1882 р.               | с. Волосівка, біля дороги, перед мостом, біля джерела                           | 3019            | Наказ управління культури Тернопільської обласної державної адміністрації від 27.01.2010 р. № 16                                   |
| 7  | Скульптура Матері Божої з Ісусом                                                  | 1910 р.               | с. Грабківці, центр, біля дороги                                                | 3020            | Наказ управління культури Тернопільської обласної державної адміністрації від 27.01.2010 р. № 16                                   |
| 8  | Скульптура Матері Божої                                                           | 1897 р.               | с. Жабиня, біля церкви                                                          | 3022            | Наказ управління культури Тернопільської обласної державної адміністрації від 27.01.2010 р. № 16                                   |
| 9  | Скульптура Матері Божої                                                           | 1891 р.               | с. Жабиня, біля церкви                                                          | 3023            | Наказ управління культури Тернопільської обласної державної адміністрації від 27.01.2010 р. № 16                                   |
| 10 | Пам’ятник поету, письменнику, художнику Шевченку Тарасу Григоровичу               | 2000 р.               | с. Жабиня, біля школи                                                           | 1506            | Наказ управління культури Тернопільської обласної державної адміністрації від 18.10.2005 р. № 112                                  |
| 11 | Скульптура Матері Божої                                                           |                       | с. Оліїв, біля церкви                                                           | 3032            | Наказ управління культури Тернопільської обласної державної адміністрації від 27.01.2010 р. № 16                                   |
| 12 | Пам’ятник композитору, поету Купчинському Роману                                  | 1994 р.               | с. Розгадів, біля входу в будинок-музей                                         | 3035            | Наказ управління культури Тернопільської обласної державної адміністрації від 27.01.2010 р. № 16                                   |
| 13 | Скульптура св. Миколая                                                            | 1870 р.               | с. Футори                                                                       | 3038            | Наказ управління культури Тернопільської обласної державної адміністрації від 27.01.2010 р. № 16                                   |
| 14 | Пам’ятник поету, письменнику, художнику Шевченку Тарасу Григоровичу               | 1957 р., рек. 1982 р. | с. Велика Плавуча                                                               | 617             | Рішення виконкому Тернопільської обласної ради від 22.03.1971 р. № 147                                                             |
| 15 | Скульптура Матері Божої Непорочного Зачаття                                       | ХІХ ст.               | с. Велика Плавуча, вул. Шевченка, біля церкви Перенесення Мощів Святого Миколая | 3291            | Наказ департаменту культури, релігій та національностей Тернопільської обласної державної адміністрації від 01.09.2015 р. № 100-од |
| 16 | Пам'ятний знак (хрест) на славу Божу з барельєфами святих                         | ХІХ ст.               | с. Велика Плавуча, вул. Шевченка, біля церкви Перенесення Мощів Святого Миколая | 3292            | Наказ департаменту культури, релігій та національностей Тернопільської обласної державної адміністрації від 01.09.2015 р. № 100-од |
| 17 | Скульптура Матері Божої                                                           | ХІХ-поч. ХХ ст.       | с. Цицори, кладовище, західна частина села                                      | 3293            | Наказ департаменту культури, релігій та національностей Тернопільської обласної державної адміністрації від 01.09.2015 р. № 100-од |